# أليسون باكير
أليسون باكير (بالبرتغالية: Alisson‏) (25 يونيو 1993 في البرازيل - ) هو لاعب كرة قدم برازيلي في مركز الوسط. شارك مع منتخب البرازيل تحت 20 سنة لكرة القدم ومنتخب البرازيل لكرة القدم. أما مع النوادي، فقد لعب مع نادي فاسكو دا غاما ونادي كروزيرو.

## روابط خارجية
- أليسون باكير على موقع قاعدة بيانات كرة القدم.إي يو (الإنجليزية)
- أليسون باكير على موقع Soccerway.com (الإنجليزية)
- أليسون باكير على موقع AS.com (الإسبانية)